# Sikuli
Sikuli   (latinsko Siculi, starogrško Σικελοί, latinizirano: Sikeloi) so bili italsko pleme, v železni dobi naseljeno v vzhodni Siciliji. Njihovi zahodni sosedje so bili Sikani. Po Sikulih je v zgodnji antiki dobila ime Sicilija, ki se je kmalu zatem zlila s kulturo Magnae Graeciae.

## Zgodovina
Arheološka izkopavanja so dokazala, da je imela v bronasti dobi  na Siciliji nekaj vpliva mikenska kultura. Najstarejša pisna omemba Sikulov je v Homerjevi Odiseji
Sikuli in Sikani iz železne dobe so bili morda ilirsko ljudstvo, ki je, skupaj z Mesapi, tvorilo domorodno predindoevropsko sredozemsko prebivalstvo. Tukidid in drugi klasični pisci so poznali izročilo, da so Sikuli nekoč prebivali v centralni Italiji vzhodno in celo severno od Rima.  Od tam so jih na Sicilijo pregnala umbrijska in sabejska plemena. Njhova družbena ureditev je bila plemenska, gospodarstvo pa je temeljio predvsem na poljedelstvu. Po Diodorju  Sicilskemu so po nizu konfliktov s Sikani za  mejo med njihovima ozemljema določili reko Salso.
Zdaj se domneva, da so se Sikuli priselili kasneje, da so v bronasti dobi na Siciliji uvedli rabo železa in s seboj pripeljali udomačene konje. Njihov prihod na Sicilijo je datiran v zgodnje 1. tisočletje pr. n. št. Nekaj dokazov, ki temeljijo na imenu Šekelešev, enem od Ljudstev z morja, omenjenem na Velikem karnaškem napisu (pozno 13. Stoletje pr. n. št.), kaže, da se njihov etnonim lahko datira v železno dobo. 
Najbolj znana sikulska nekropola je v Pantalici pri Sirakuzah. Druga največja je nekropola Cassibile pri Notu. Grobnice elite imajo obliko  pečice (a forno), povzete po čebeljih panjih. 
Glavna sikulska mesta so bila Agirum (Agira), Centirupa ali Centiripe (Centorbi, ki se zdaj ponovno imenuje Centitupe), Henna (kasneje Castrogiovanni, kar je popačenka imena Castrum Hennae iz arabskega Qasr-janni, od leta 1920 ponovno Enna, in tri naselja: Hybla Major, imenovana Geleatis ali Gereatis, na reki Simetus,  Hybla Minor na vzhodni obali Sicilije severno od Sirakuz, morda nekdanja dorska kolonija Hybla Megara, in  Hybla Heraea na jugu Sicilije.
S prihodom grških kolonistov Halkidijcev, ki so bili v dobrih odnosih s Sikuli, in Dorcev, ki niso bili, in naraščajočim vplivom grške civilizacije, so bili Sikuli prisiljeni umakniti se iz najbolj naprednih obalnih mest v notranjost otoka. Šestdeset kilometrov od obale Jonskega morja so Sikuli in Grki v Morgantini živeli v takšnem sožitju, da zgodovinarji niso vedeli, ali je bila Morgantina grški polis ali sikulsko mesto. Grške dobrine, predvsem lončenina, s katerimi se je trgovalo po naravnih poteh, so opazno vplivale na načrtovanje sikulskih mest.  
Sredi 5. stoletja pr. n. št. je sikulskemu voditelju Ducetiju uspelo ustanoviti sikulsko državo, nasprotnico Sirakuz. V državo je bilo vključenih več mest v osrednji in južni Siciliji. Po nekaj letih neodvisnosti so Grki leta 450 pr. n. št. porazili njegovo vojsko. Deset let kasneje je Ducetij umrl. Brez njegove karizme se je gibanje za neodvisnost sesulo in Sikuli so pod vplivom helenistične kulture postopoma  izgubili svojo prepoznavnost. Tukidid je pozimi leta 426/425 med obleganjem Sirakuz med atenskimi zavezniki  opazil tudi Sikule, ki so bili sprva zaveznki Sirakuz,  potem pa so je jim zaradi stroge oblasti uprli. Sikuli in druga sicilska ljudstva so razen v Tukididovih spisih omenjeni tudi v raztresenih odlomkih drugih picev, na primer  Helanika z Lesbosa  in Antioha iz Sirakuze.

## Jezik
Raziskave sikulskega jezika so pokazale, da so Sikuli govorili morda  indoevropski jezik in naseljevali vzhodno Sicilijo in najjužnejši del Italije (Kalabrija), medtem ko so Sikani (grško Sikanoi) in Elimi (grško Elymoi) naseljevali osrednjo in zahodno Sicilijo.  Zgleda, da sta ti dve ljudstvi še vedno govorili neindoevropska jezika, čeprav  to sploh ni zanesljivo. To velja  zlasti za elimski jezik, ki je bil po mnenju nekaterih jezikoslovcev soroden ligurskemu ali anatolskemu jeziku. Klasifikacija sikanskega jezika ostaja nezanesljiva, čeprav se domneva, da je bil italski.
Vse zelo skromno znanje o sikulskem jeziku izhaja iz glos antičnih piscev in samo nekaj napisov, med katerimi je nekaj takih,  ki niso dokazano sikulski. Domneva se tudi, da Sikuli pred prihodom grških kolonistov niso imeli svoje pisave. Do zdaj so njihove napise odkrili v naslednjim mestih: Mendolito (Adrano), Centuripe, Poira, Paternò Civita, Paliké (Rocchicella di Mineo), Montagna di Ramacca, Licodia Eubea, Ragusa Ibla, Sciri Sottano, Monte Casasia, Castiglione di Ragusa, Terravecchia di Grammichele, Morgantina, Montagna di Marzo (Piazza Armerina) in Terravecchia di Cuti. Prvi odkriti napis, sestavljen iz 99 grških črk, je bil najden na vrču z dulcem leta 1924 v Centuripeju. Vrč je zdaj v Badenskem pokrajinskem muzeju v Karlsruheju. Napis je iz 6. ali 5. stoletja pr. n. št. Pisan je z grškim alfabetom in se bere:
nunustentimimarustainamiemitomestiduromnanepos
duromiemtomestiveliomnedemponitantomeredesuino
brtome...
Vsi dosedanji poskusi, da bi napis razvozlali ( V. Pisani 1963, G. Radke 1996 in drugi), niso dali zanesljivega rezultata. Drug dolg sikulski napis so odkrili v   Montagni di Marzo in se bere:
tamuraabesakedqoiaveseurumakesagepipokedlutimbe
levopomanatesemaidarnakeibureitamomiaetiurela
Najboljši dokaz, da je bil sikulski jezik indoevropski, je glagolska oblika pibe (pij) za drugo osebo ednine, ki je analogna latinski obliki bibe, sanskrtskemu  piba itd. Pripadnosti italski veji jezikov, morda celo latino-faliskanski, se ne da  povsem izključiti. Varro trdi, da je bila sikulščina tesno povezana z latinščino, saj nekatere besede zvenijo podobno in imajo celo enak pomen, na primer oncia, lytra, moeton (lat. mutuum).